# Angelo Rizzoli (1943-2013)
Angelo Giorgio Rizzoli, detto "Angelone" (Como, 12 novembre 1943 – Roma, 11 dicembre 2013) è stato un editore, imprenditore, produttore cinematografico e produttore televisivo italiano.
Era figlio di Andrea Rizzoli, presidente dell'omonima casa editrice, negli anni settanta il primo gruppo editoriale italiano.

## Biografia

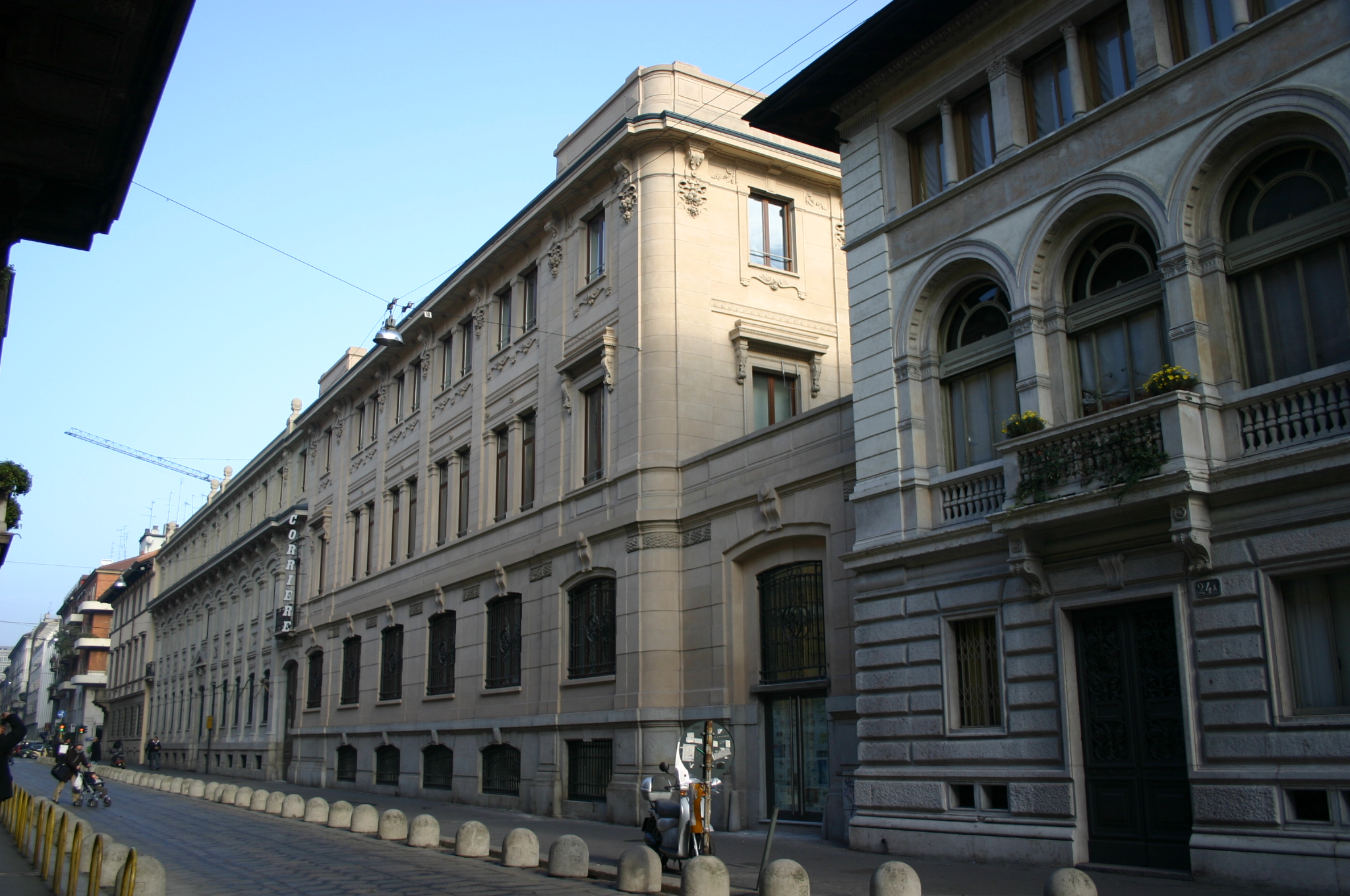
La sede storica del Corriere della Sera in via Solferino a Milano.

Nonostante l'agiatezza della famiglia, Angelo frequenta le scuole statali e si diploma al Liceo classico Giovanni Berchet.
A 18 anni scopre di essere malato di sclerosi multipla. Per due anni affronta pesanti cure mediche, le quali lo tengono lontano dalla casa e dagli affetti. Riesce ad evitare la disabilità totale; rimarrà però claudicante alla gamba destra, e rimarrà leso all'occhio destro. Il primo gennaio 1963 comincia a lavorare nell'azienda paterna. Fa la gavetta come impiegato di seconda categoria, poi passa uno dopo l'altro tutti i settori in cui è articolato il gruppo editoriale: produzione, distribuzione, settore libri, settore periodici, pubblicità. Studente lavoratore, a 23 anni si laurea in scienze politiche all'Università degli Studi di Pavia; ottiene la specializzazione in Media and communications alla Columbia University di New York. 
Nel 1970 lascia la casa paterna e va a vivere da solo in via San Pietro all'Orto. Nello stesso anno muore il nonno Angelo senior. L'anno seguente "Angelone", così chiamato per il suo aspetto corpulento e per distinguerlo dal celebre nonno, entra nel consiglio di amministrazione dell'azienda di famiglia, all'età di 28 anni. Il 12 luglio 1974 il padre Andrea decide di rafforzare la casa editrice acquistando il primo quotidiano italiano, il Corriere della Sera: acquisendo il Corriere realizza il suo sogno di imprenditore, ma comincia a fare i conti anche con un enorme indebitamento. Il Corriere perde infatti circa 5 miliardi di lire l'anno, con un tasso d'inflazione che in Italia è in costante crescita. Vicepresidente della Rizzoli-Corriere della Sera, Angelo non ha però il controllo della casa editrice, che il padre ha ceduto progressivamente a banche private. Su tutte, il Banco Ambrosiano di Roberto Calvi (dietro il quale c'è Licio Gelli, il fondatore della Loggia P2). La Rizzoli è in perdita ed Angelo deve dare il suo contributo: firma fidejussioni per 62 miliardi di lire.
Nel 1978 Calvi e Gelli scaricano Andrea Rizzoli dal vertice della casa editrice. Il nuovo consiglio d'amministrazione elegge Angelo come nuovo presidente (16 settembre 1978). L'immagine della Rizzoli, primo gruppo editoriale italiano, è ancora forte; Angelo è considerato un uomo di successo. Nello stesso anno conosce ad una festa Eleonora Giorgi: meno di un anno dopo i due si sposano (il testimone di Angelo è il direttore generale della RCS, Bruno Tassan Din), durante una convention Rizzoli a Venezia, nella cripta della Basilica di San Marco, con Eleonora già incinta di cinque mesi. Nascerà un figlio maschio, cui viene dato il nome di Andrea (Roma, 12 marzo 1980). Il nuovo piano industriale della Rizzoli prevede il lancio di nuovi investimenti, tra cui la fondazione di un quotidiano di taglio popolare, L'Occhio. I conti della casa editrice sono sempre in rosso. La solidità della Rizzoli-Corriere della Sera dipende ora dalle buone relazioni con i partiti politici, commistioni che il padre di Angelo aveva sempre accuratamente evitato.
Nel 1981 il Corriere della Sera è travolto dallo scandalo della Loggia P2, tra i cui iscritti c'è anche Angelo Rizzoli (tessera n° 532), così come il direttore generale del gruppo Bruno Tassan Din. Nel 1982 Angelo Rizzoli è ancora proprietario della maggioranza assoluta del pacchetto azionario RCS (52,53%), sommando le azioni possedute come persona fisica e quelle possedute tramite società di capitali (Italtrust e Finriz). Il 4 febbraio 1983 il gruppo ottiene dal Tribunale di Milano l'amministrazione controllata per l'«Editoriale Corriere della Sera» (l'assemblea dei creditori contava ben 2138 iscritti tra cui banche, collaboratori, rivenditori e società collegate, per un totale di 65 miliardi e 670 milioni di crediti).
Appena due settimane dopo, il 18 febbraio, Angelo, il fratello Alberto e Bruno Tassan Din (direttore generale) sono arrestati per "bancarotta patrimoniale societaria in amministrazione controllata". L'accusa è di aver «occultato, dissipato o distratto» oltre 85 miliardi di lire. Alberto subisce 21 giorni di carcere e il sequestro dei beni, per poi essere prosciolto in istruttoria. Angelo rimane in carcere 13 mesi (407 giorni in totale), prima a San Vittore, poi a Como, poi a Lodi, infine a Bergamo. Durante la detenzione del figlio, il padre Andrea è colto da infarto e muore. A Bergamo è detenuto in una cella d'isolamento. Nonostante questo Indro Montanelli riesce ad entrare nel carcere e a vederlo. È l'unico giornalista a visitare Rizzoli. Dopo l'uscita dal carcere aveva perso tutti gli amici che aveva conosciuto nell'ambiente della politica. 
Rizzoli chiede di rientrare in possesso dei propri beni, ma gli viene negato. Dopo l'arresto tutti i suoi beni personali erano stati sequestrati, insieme alle azioni della casa editrice, poi erano stati affidati ai custodi giudiziari. I custodi vendono i suoi beni a chi è stato loro indicato dai giudici del Tribunale di Milano (una cordata che comprende Gemina, Montedison, Mittel e Giovanni Arvedi). Secondo Rizzoli, i beni vengono ceduti a un prezzo molto inferiore al loro valore di mercato, causandogli un notevole danno economico. «Il restante 50,2% delle mie azioni [è stato svenduto] per circa 9 miliardi, a fronte di una perizia contabile eseguita per conto del tribunale di Milano dal professor Luigi Guatri, già rettore della Bocconi, che valutava il solo patrimonio attivo, senza valori di testata e di avviamento, almeno 270 miliardi di lire».
Angelo Rizzoli fa causa ai compratori della sua ex casa editrice, ma l'istanza viene rigettata: il tribunale accerta la congruità del prezzo e del dissesto della società. Nello stesso annus horribilis 1984, il 19 gennaio la Corte d'Appello civile di Roma condanna Rizzoli, mentre è ancora in carcere, per condotte distrattive a danno della Cineriz. Sei mesi dopo l'uscita dal carcere inizia anche la causa di separazione con la moglie, per "incompatibilità della vita in comune". Nei mesi successivi Eleonora Giorgi chiede la metà del patrimonio del marito, valutabile in 400 miliardi di lire. Ottiene 5 miliardi sulla vendita del Corriere della Sera. Nel 1985 Rizzoli versa 4 miliardi di lire alla nuova proprietà del gruppo editoriale, per saldare ogni debito personale con la sua ex azienda.
Dopo un lungo periodo di silenzio, negli anni novanta Angelo Rizzoli riprende l'attività come produttore cinematografico e televisivo. Tra le sue produzioni, In nome del popolo sovrano con Alberto Sordi e Nino Manfredi, Padre Pio con Sergio Castellitto, Incompreso, Cuore, La guerra è finita e Le ali della vita con Sabrina Ferilli. La sua ultima produzione cinematografica fu il film Si può fare, con Claudio Bisio (2008). Angelo Rizzoli conobbe nel 1989 Melania De Nichilo, medico della Camera dei deputati. Nel 1991 i due si sposarono; ebbero due figli, Arrigo (1991) e Alberto (1993). Ha vissuto gli ultimi anni della sua vita a Roma, nel quartiere Parioli. 
Alla sclerosi multipla si aggiunsero altre malattie: il diabete mellito di tipo 2, un'insufficienza renale cronica, l'ipertensione arteriosa, e una mielopatia che gli comprimeva il midollo cervicale. Rizzoli inoltre sopravvisse a una pancreatite e a un infarto. Il 30 novembre 2013 le sue condizioni di salute si aggravarono: venne ricoverato al Policlinico Gemelli, dove morì nella serata dell'11 dicembre 2013, all'età di 70 anni.
Riposa nell'edicola di famiglia nel Cimitero monumentale di Milano.

## Vicende giudiziarie

Angelo Rizzoli intervistato in una puntata del programma televisivo Mixer, 1983

Angelo Rizzoli è stato chiamato in giudizio sei volte dalla magistratura italiana. Nel 1983 viene arrestato per bancarotta fraudolenta in amministrazione controllata. È stato accusato di aver fatto sparire i fondi destinati all'aumento di capitale del 1981. Per questa vicenda Rizzoli venne condannato, con pena condonata, a tre anni e quattro mesi di reclusione. In un processo successivo del 1992 la Cassazione sentenziò che l'imprenditore non aveva trattenuto una parte dei fondi pagati da "La Centrale" di Roberto Calvi”. Quei fondi erano scomparsi per opera di Tassan Din, Gelli e Ortolani.
Tre sentenze successive, pronunciate dalla Cassazione, dalla Suprema Corte d'Irlanda e dalla giustizia elvetica, hanno riconosciuto che i fondi del falso aumento di capitale furono trasferiti sui conti Recioto, Zirka e Telada presso la Rothschild Bank di Zurigo e di lì occultati in paradisi fiscali. La sentenza del 1992 viene ribadita in corte d'appello nel 1996: Rizzoli era totalmente estraneo all'operazione, come poi dimostreranno con sentenza definitiva i magistrati milanesi che si sono occupati del crac del Banco Ambrosiano.
La Corte d'Appello Civile di Milano, nel gennaio 1996, condanna invece Rizzoli per diffamazione (fatto avvenuto nel 1984) nei confronti di Giovanni Bazoli, allora presidente del Nuovo Banco Ambrosiano. Tale giudizio si è concluso con la condanna dello stesso Angelo Rizzoli a risarcire il danno (come accertato dal Tribunale di Brescia con sentenza del 28 ottobre 1998). Nel 2006 il reato per cui fu arrestato nel 1983 è stato depenalizzato; successivamente Rizzoli ha chiesto l'archiviazione del caso. Il 20 novembre 2007 il Tribunale di Milano ha rigettato la richiesta, ma Rizzoli ha presentato ricorso avverso la sentenza.
Il 26 febbraio 2009 la Corte di Cassazione ha accolto il ricorso ed ha revocato la sentenza di condanna per bancarotta. Al termine della lunga vicenda giudiziaria (durata sei processi per 26 anni complessivi) che riguarda la casa editrice, Rizzoli ha ottenuto sei assoluzioni definitive con formula piena. Se si esclude l'unica condanna (in sede civile) per diffamazione, Angelo Rizzoli è incensurato davanti alla giustizia italiana.
Successivamente l'imprenditore ha deciso di intraprendere ogni azione legale possibile per vedere ristabilito il suo diritto nei confronti della cordata che, a suo dire, rilevò l'azienda non a prezzi di mercato ma utilizzando il ricatto del carcere. Nel 2010 Angelo Rizzoli ha avanzato la richiesta di risarcimento danni: nel gennaio 2012 il Tribunale di Milano ha però respinto l'istanza ed ha inoltre condannato l'imprenditore a risarcire i convenuti per "lite temeraria".
Il 14 febbraio 2013 è stato arrestato a Roma con l'accusa di bancarotta fraudolenta per un crac finanziario da 30 milioni di euro di 4 sue società di produzione. A causa della malattia che aveva contratto nell'adolescenza (sclerosi multipla) e di altre patologie, ha ottenuto il ricovero al reparto detentivo dell'ospedale Sandro Pertini. Dopo cinque mesi è passato al Policlinico Tor Vergata, fino agli arresti domiciliari e alla libertà.
In un'intervista a Claudio Sabelli Fioretti, Angelo Rizzoli ha detto:
Nel 1991 rilasciò un'intervista al settimanale L'Europeo in cui fece luce sui suoi rapporti con i partiti politici nel periodo in cui fu alla testa del gruppo editoriale. Ebbe a dire:
Il 23 agosto 2009, in un dibattito tenuto a Cortina d'Ampezzo all'interno della rassegna «Cortina Incontra» per la presentazione del libro Vaticano S.p.A. di Gianluigi Nuzzi, ha ribadito di essere tuttora incensurato ed ha ricostruito e raccontato la sua personale esperienza giudiziaria (che definisce "persecuzione"). In un'intervista successiva Rizzoli rievoca le circostanze che determinarono, nel 1983, l'inizio del suo calvario giudiziario:
In una lettera aperta al Corriere della Sera, Rizzoli fornisce maggiori particolari: si trattò di un aumento di capitale di 150 miliardi di lire, sottoscritto da «La Centrale Finanziaria S.p.A.» (finanziaria presieduta da Roberto Calvi). Il denaro, invece di essere depositato nelle casse della Rizzoli, fu trasferito presso alcuni conti della Banca Rothschild di Zurigo denominati Zinca, Recioto, Telada, ad opera di funzionari di quella stessa Banca fiduciari di Bruno Tassan Din e Umberto Ortolani. Rizzoli aggiunge che i vertici della Banca svizzera furono condannati a vari anni di reclusione per avere distratto circa 180 milioni di dollari di fondi destinati alla Rizzoli verso conti del cosiddetto «gruppo dei BLU» (Bruno Tassan Din, Licio Gelli, Umberto Ortolani).